# In the Heart of a Fool
Pour plus de détails, voir Fiche technique et Distribution.
In the Heart of a Fool est un film muet américain réalisé par Allan Dwan et sorti en 1920.

## Fiche technique
- Titre : In the Heart of a Fool
- Réalisation : Allan Dwan
- Scénario : Lillian Ducey, d'après un roman de William Allen White
- Chef opérateur : H. Lyman Broening
- Direction artistique : Charles H. Kyson
- Production : Allan Dwan pour Mayflower Photoplay Company
- Distribution : Associated First National Pictures
- Genre : Film dramatique
- Date de sortie :
  - États-Unis : octobre 1920

## Distribution
- James Kirkwood Sr. : Grant Adams
- Anna Q. Nilsson : Margaret Muller
- Mary Thurman : Laura Nesbit
- Philo McCullough : Tom VanDorn
- Ward Crane : Henry Fenn
- John Burton : Dr. Nesbit
- Margaret Campbell : Mrs. Nesbit
- Percy Challenger : Daniel Sands
- Arthur Hoyt : Mortie Sands
- Harold Miller
- Claire Windsor